# Cistus nigrescens
Cistus nigrescens är en solvändeväxtart som beskrevs av Font Quer. Cistus nigrescens ingår i släktet Cistus och familjen solvändeväxter. Inga underarter finns listade i Catalogue of Life.